# Microsoft PixelSense
Microsoft Pixelsense 前稱，Microsoft Surface。 一個由微軟所開發，結合硬件與軟件的新技術，用户可以直接用手或聲音對屏幕作出指令，毋須再依賴會令手部勞損的滑鼠與鍵盤。基于Windows Vista平台，使用Windows Presentation Foundation进行开发。

## 相關链接
- Microsoft Surface （页面存档备份，存于）
- Microsoft Surface Virtual Pressroom